# 上野幌駅
上野幌駅（かみのっぽろえき）は、北海道札幌市厚別区厚別町上野幌にある、北海道旅客鉄道（JR北海道）千歳線の駅である。千歳線における、札幌市最南端の駅。駅番号はH06。電報略号はミノ。事務管理コードは▲131404。

## 歴史

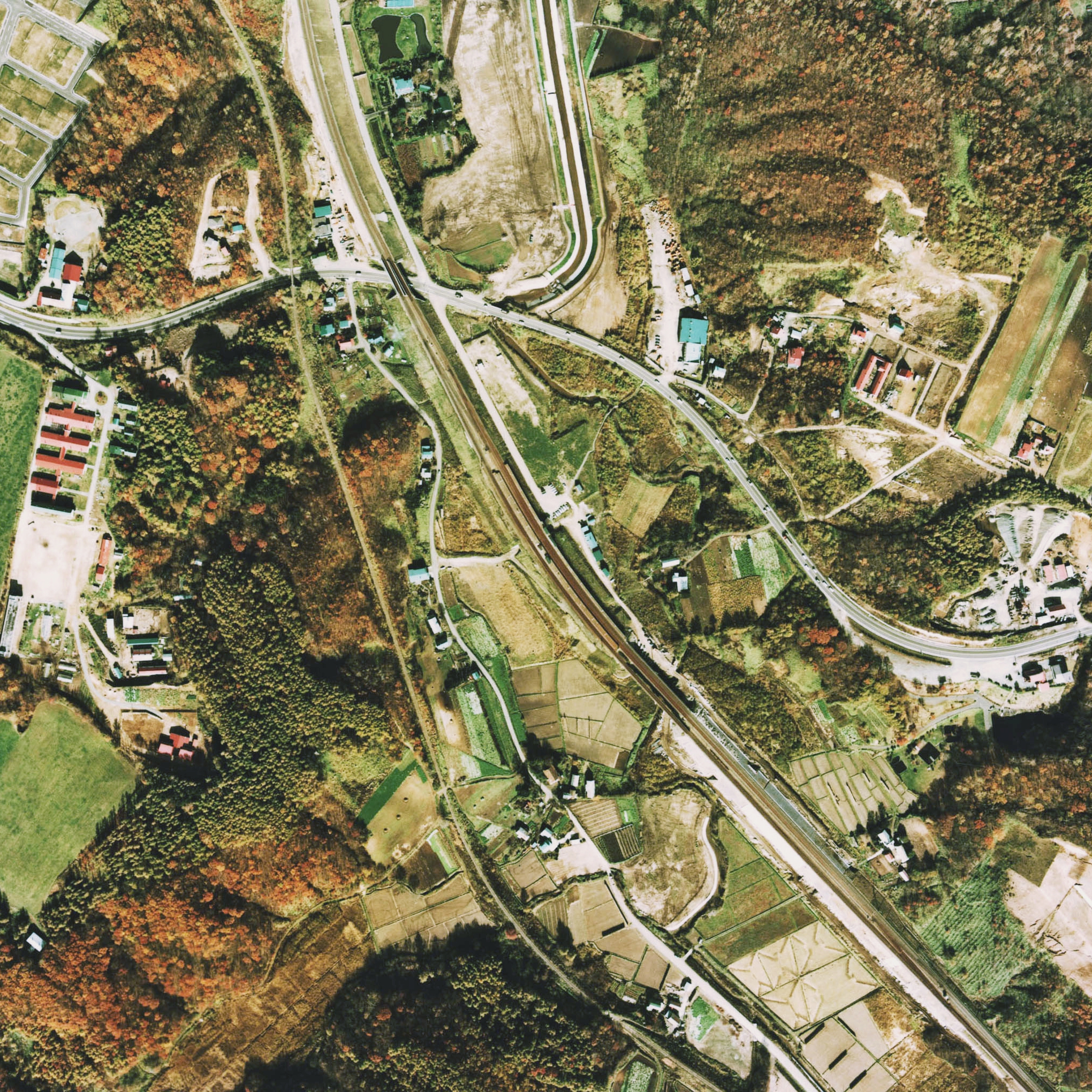
1976年の上野幌駅と周囲約1km範囲。上が札幌方面。左にほぼ並行して旧線跡がサイクリングロードとして残されている。

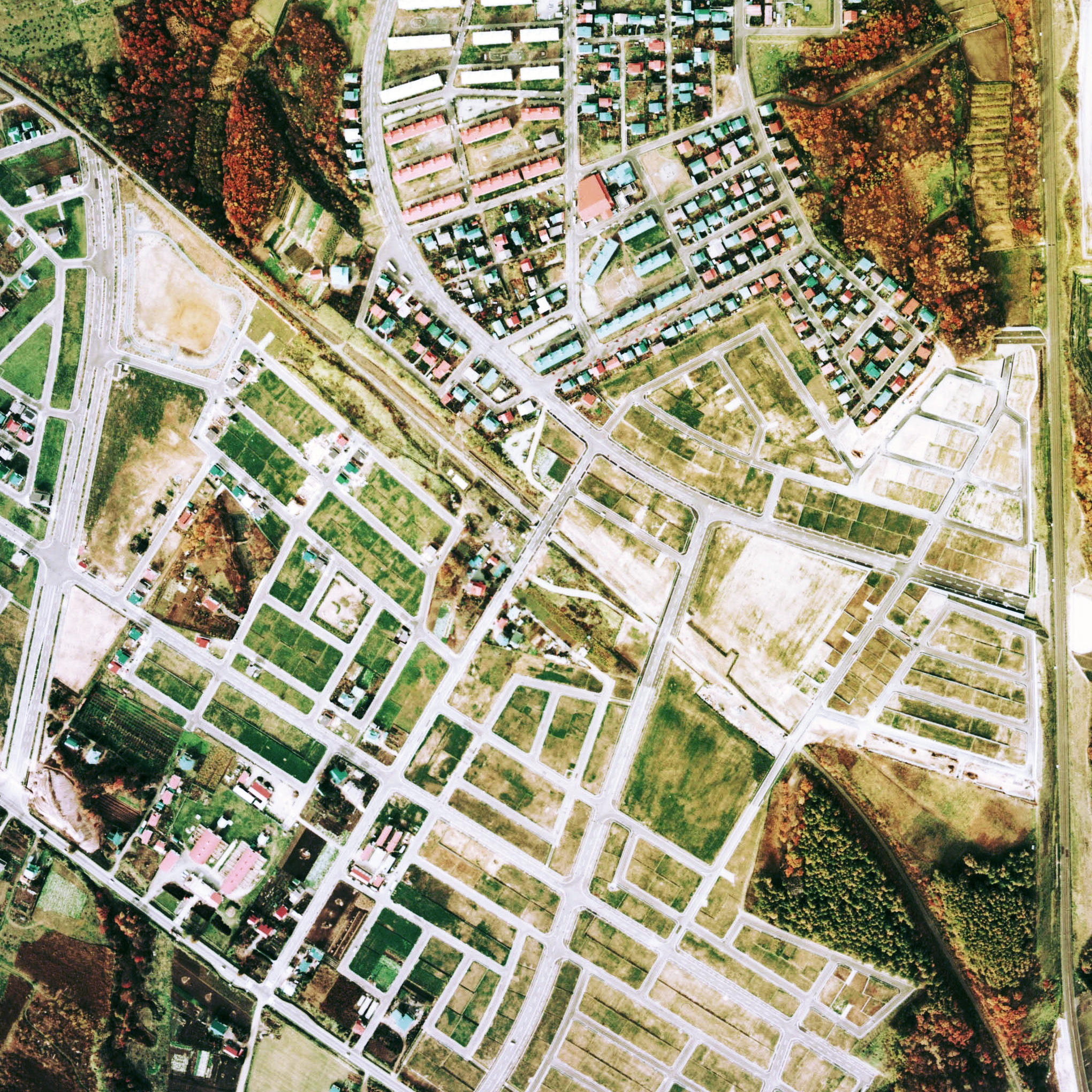
1976年、廃止から3年後の旧・上野幌駅跡と周囲約1km範囲。左が東札幌方面。この頃は一旦そのままサイクリングロードとして整備されており、単式と島式ホームがロードの両脇にまだ残されている。駅表は南側で、写真中央旧構内を跨道して駅裏の分譲地へ接続する道路は、元は駅前道路であり、廃駅と同時に駅裏まで延長された。現在では旧駅敷地は盛土されて厚別南公園となり、面影は一新されてしまった。

1926年に、今の位置より北西約1キロメートル離れた所に、木造駅舎の2面3線で開業した。つつじやダリアなどが多数植えられて、全国の駅の中でも花の美しさで目立つとされていた。1973年に千歳線が路線を一部変更したとき、現在地に移転した。古い駅があった所は、1991年（平成3年）に厚別南公園になった。

### 年表
- 1926年（大正15年）8月21日：北海道鉄道（2代）札幌線の上野幌駅として開業[3][4]。旅客のみ取扱い[5]。
- 1943年（昭和18年）8月1日：戦時買収により北海道鉄道が国有化。鉄道省（国鉄）千歳線の駅となる[1]。
- 1945年（昭和20年）4月1日：貨物・荷物取り扱い開始[5]。
- 1961年（昭和36年）1月14日：線路容量不足から当駅 - 北広島間に西の里信号場が設置される[6]。
- 1973年（昭和48年）9月9日：新線上に移転。複線高架駅となる[6]。同時に無人化[7]。
- 1987年（昭和62年）4月1日：国鉄分割民営化によりJR北海道に継承[1]。
- 1998年（平成10年）
  - 4月1日：有人化（業務委託駅）。
  - 12月27日：自動改札機を設置し、供用開始[8]。
- 2008年（平成20年）10月25日：ICカード「Kitaca」使用開始[1]。

### 駅名の由来
- 北海道鉄道の駅として開業した当時の駅所在地の地名は札幌郡白石村字野津幌、後に下野幌と改められる場所であったが、野津幌川の上流にあったことから上野幌と名付けられ[9]、新線上に移転した際も名称は引き継がれた。
- 「野幌」の地名は、アイヌ語でヌㇷ゚・オㇽ・オ・ペッ（ラテン文字表記: nup-or-o-pet、「野の中の川」）に由来するとされる[10]。
- 「上」野幌という駅名だが、函館本線野幌駅（江別市）とは10km以上離れている。

## 駅構造
- 島式ホーム1面と単式ホーム1面からなる複合ホーム2面3線構造。北西から南東に伸びる線路に沿う堤の上にある。
- 入口は駅の北東側の一箇所で、南西側にはトンネルを潜って通行する。
- 開業当初からかなりの期間無人駅であったが、近年は周辺の開発が著しく、現在は業務委託駅（北海道ジェイ・アール・サービスネット受託、新札幌駅管理）となり、みどりの窓口、自動券売機[注釈 1]、簡易自動改札機（Kitaca・磁気券ともに対応）が設置されている。
- 夜間の連絡先は新札幌駅。

### のりば
| 番線 | 路線    | 方向           | 行先             |
| ---- | ------- | -------------- | ---------------- |
| 1    | ■千歳線 | 上り           | 千歳・苫小牧方面 |
| 2    | ■千歳線 | （上下待避線） | （上下待避線）   |
| 3    | ■千歳線 | 下り           | 札幌・手稲方面   |

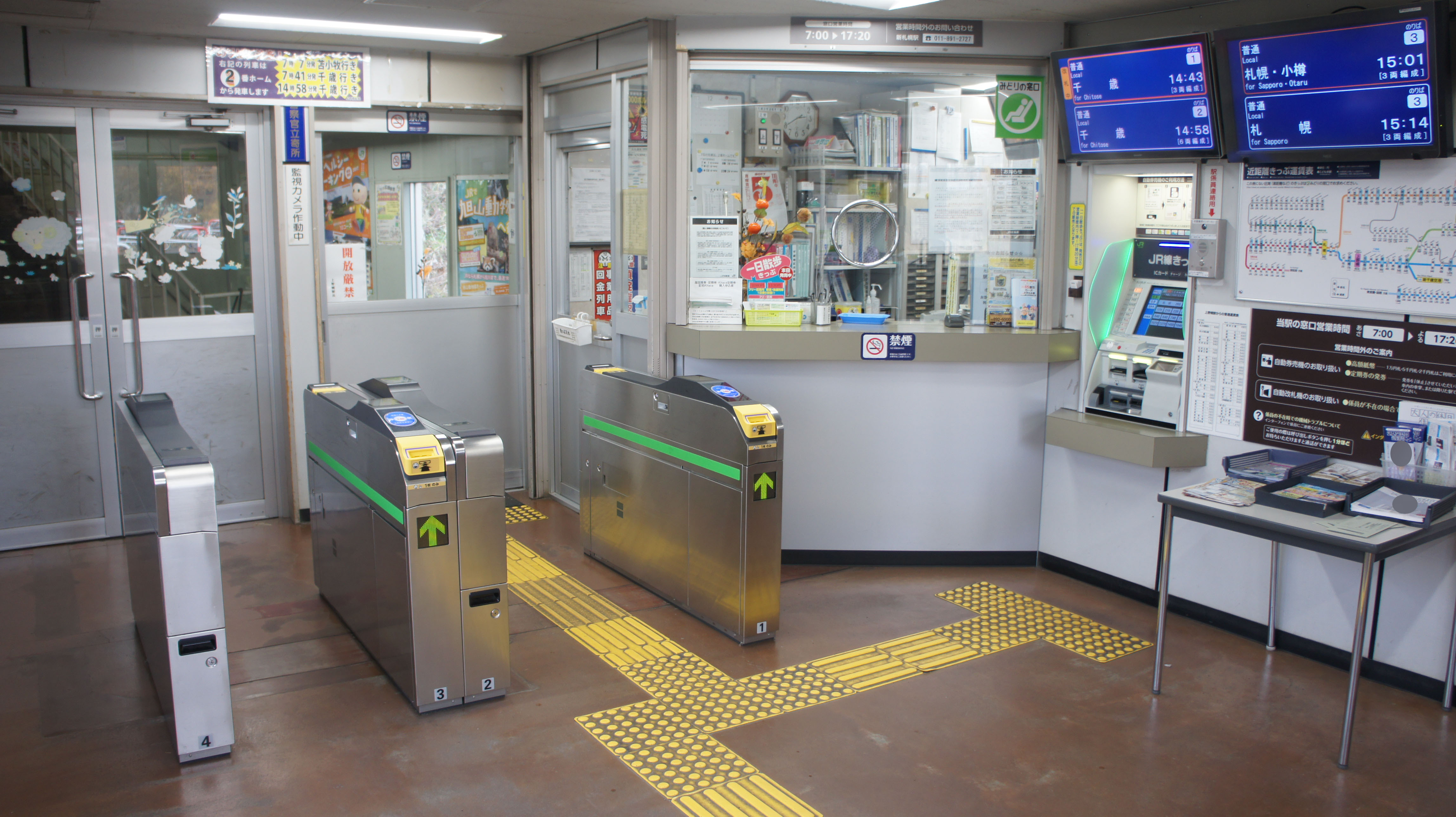
改札口
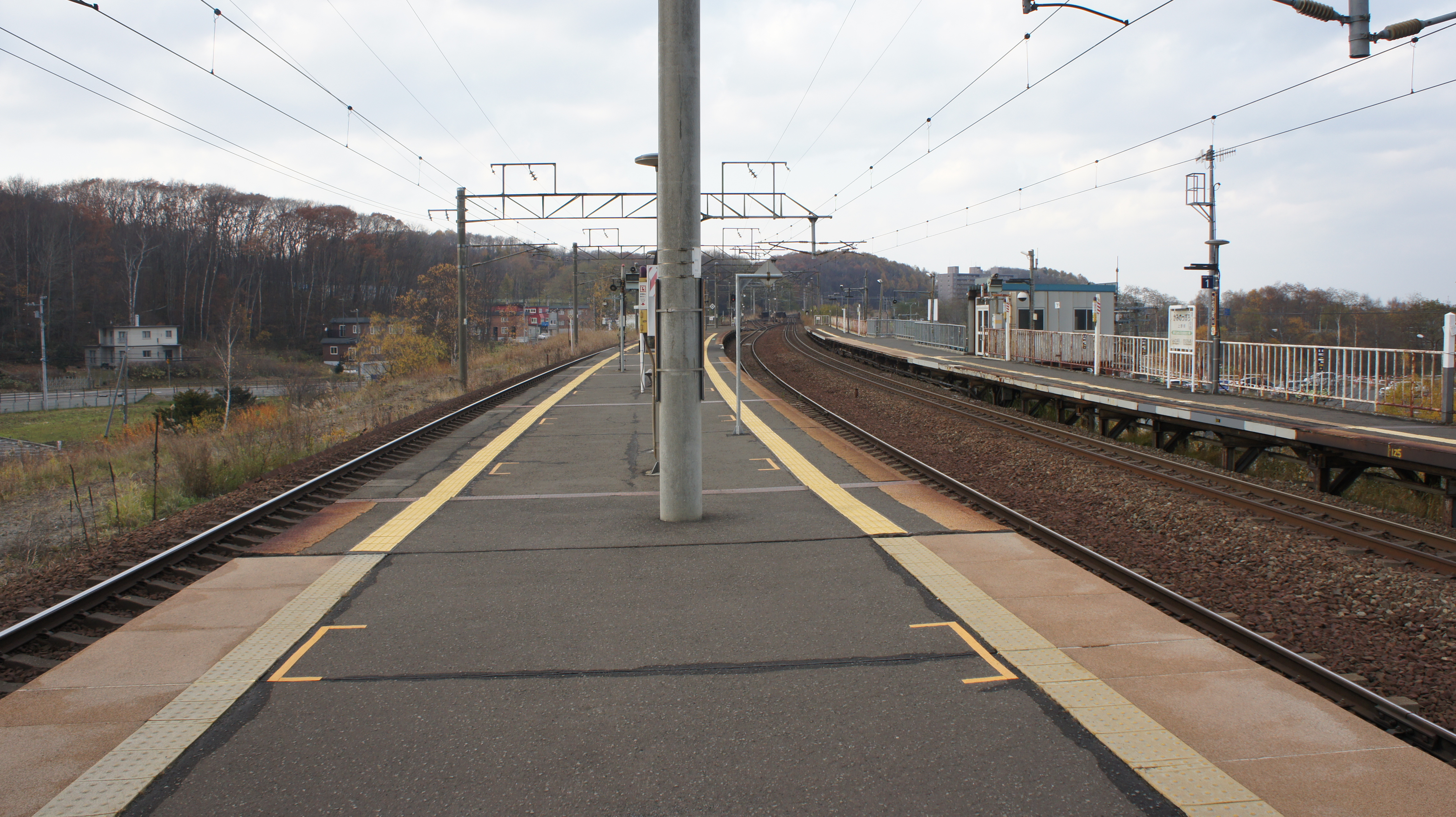
ホーム
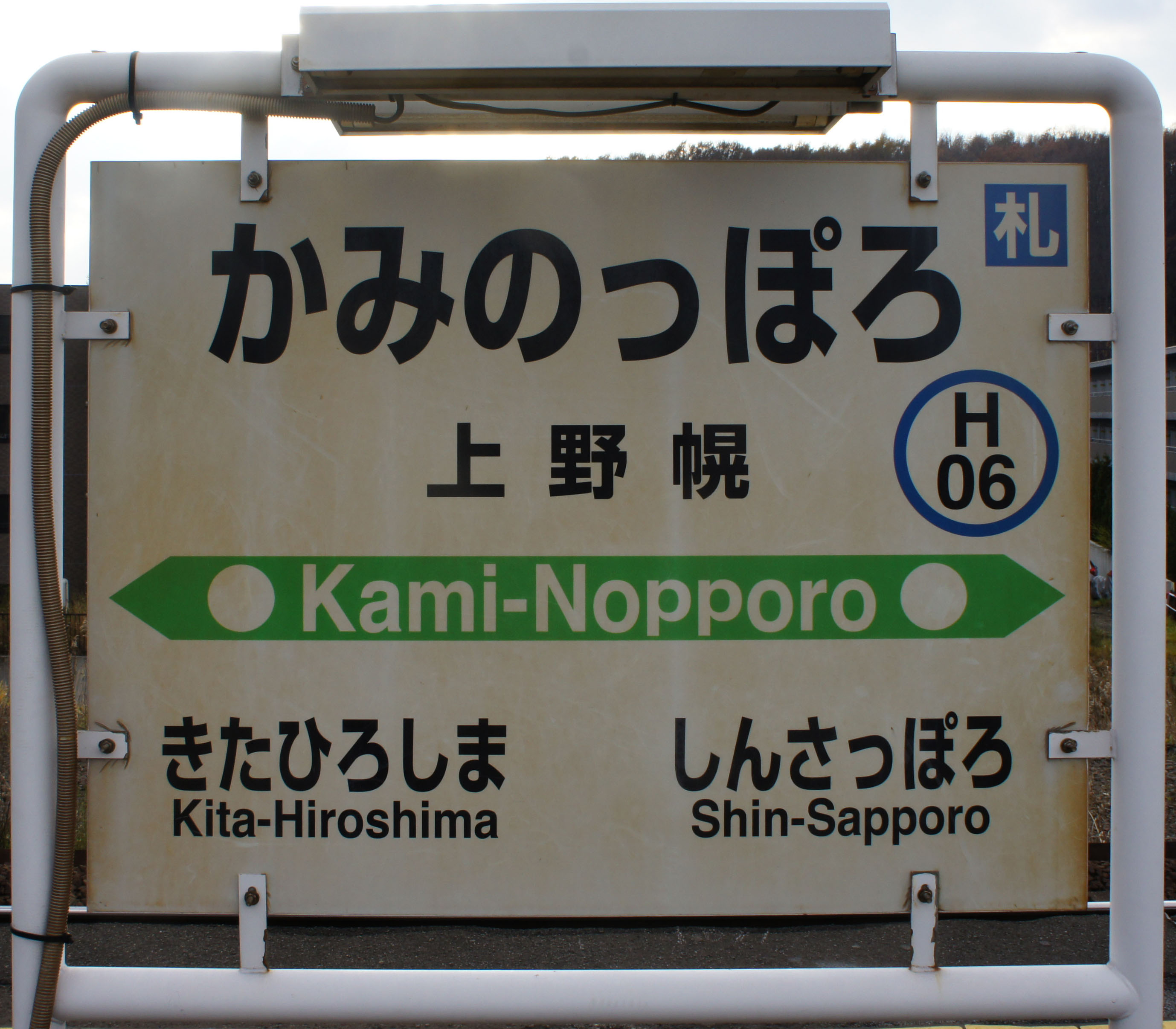
駅名標

## 利用状況
「札幌の都市交通データ」によると、2019年（令和元年）度の1日平均乗車人員は2,829人である。
朝夕は近くにある私立高校と私立中学の通学や札幌市内への通勤通学で賑わっている。代わりに昼間は閑散としている。
近年の1日平均乗車人員の推移は以下の通りである。
| 年度               | 1日平均 乗車人員 | 出典   |
| ------------------ | ---------------- | ------ |
| 1970年（昭和45年） | 119              | [ 11 ] |
| ：                 |                  |        |
| 1975年（昭和50年） | 90               | [ 11 ] |
| ：                 |                  |        |
| 1980年（昭和55年） | 189              | [ 11 ] |
| ：                 |                  |        |
| 1985年（昭和60年） | 260              | [ 11 ] |
| ：                 |                  |        |
| 1990年（平成02年） | 1,009            | [ 11 ] |
| ：                 |                  |        |
| 1995年（平成07年） | 1,414            | [ 11 ] |
| ：                 |                  |        |
| 2000年（平成12年） | 1,572            | [ 11 ] |
| 2001年（平成13年） | 1,524            |        |
| 2002年（平成14年） | 1,544            |        |
| 2003年（平成15年） | 1,743            |        |
| 2004年（平成16年） | 1,864            | [ 11 ] |
| 2005年（平成17年） | 2,116            | [ 11 ] |
| 2006年（平成18年） | 2,203            | [ 11 ] |
| 2007年（平成19年） | 2,292            | [ 11 ] |
| 2008年（平成20年） | 2,330            | [ 11 ] |
| 2009年（平成21年） | 2,395            | [ 11 ] |
| 2010年（平成22年） | 2,502            | [ 11 ] |
| 2011年（平成23年） | 2,618            | [ 11 ] |
| 2012年（平成24年） | 2,723            | [ 11 ] |
| 2013年（平成25年） | 2,754            | [ 11 ] |
| 2014年（平成26年） | 2,795            | [ 11 ] |
| 2015年（平成27年） | 2,753            | [ 11 ] |
| 2016年（平成28年） | 2,839            | [ 11 ] |
| 2017年（平成29年） | 2,878            | [ 11 ] |
| 2018年（平成30年） | 2,839            | [ 11 ] |
| 2019年（令和元年） | 2,829            | [ 12 ] |

## 駅周辺

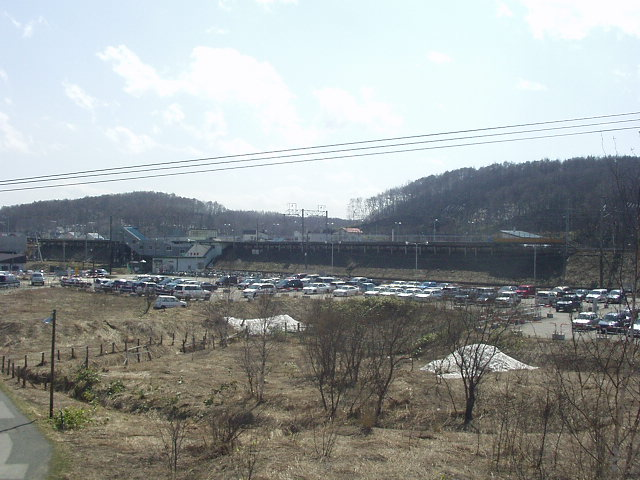
たちばな橋から見た駅

北広島市との境がすぐ東にある。駅は丘陵の谷間にあって、家屋の密度が低い。2004年12月に厚別東通が開通したことから、駅の南西側へのアクセスが良くなり平岡公園ベニータウン「ライブヒルズ」などの住宅街が広がっている。駅を出た北東側にはパークアンドライド用駐車場が広くとられており、南から北を横切る野津幌川を挟んだ北広島市虹ヶ丘地区にある札幌日本大学中学校・高等学校、パチンコ店と動物病院（新札幌ラパス動物病院）、日帰り入浴施設（湯処 ほのか）をはじめとした店舗が目立っている。虹ヶ丘商業地区の発展に伴い上野幌駅周辺の開発が予定されている。
駅前はこのように閑散としているが、新札幌駅方向に約500メートル行くと、住宅が途切れず密集する札幌市街の縁辺になる。2007年現在、市街はさらに伸びつつあり、駅南側の周辺には2006年あたりから札幌市側は住宅地や中小規模のマンションが建設されている他、駅から厚別東通を南西側に200メートルほど行った所にコンビニエンスストア（セイコーマート）が2007年7月に開店している。
- 国道274号
- 札幌日本大学中学校・高等学校
- 北海道北広島西高等学校
- 雪印種苗園芸センター。周囲には「旧出納邸（雪印創業者宇都宮仙太郎の娘婿出納陽一の家）」[雪印バター誕生の記念館」[旧出納邸サイロ」などが建っている[13]。
- 札幌報恩学園

## バス路線
2023年（令和5年）10月1日現在。駅東側の北広島市との境に「上野幌駅通」停留所がある。詳細経路等は路線記事を参照。
- ジェイ・アール北海道バス 長沼線[14]
  - 32・循環新32：北広島西高校方面
  - 大33：北広島駅行
  - 大34・新34：長沼東町行・ながぬま温泉行
  - 大35：南幌ビューロー行
  - 大33・大34・大35：大谷地駅（大谷地ターミナル）行
  - 循環新32・新34：新札幌駅（新札幌バスターミナル）行

かつては夕張鉄道（夕鉄バス）の「札幌急行線」も同停留所に停車していた（2023年10月1日ダイヤ改正にて路線廃止）。

## 隣の駅
北海道旅客鉄道（JR北海道）
■千歳線
北広島駅 (H07) - 北海道ボールパーク駅（仮称・事業中） -（西の里信号場） - 上野幌駅 (H06) - 新札幌駅 (H05)

### かつて存在した路線
日本国有鉄道
千歳線（旧線）
北広島駅 - （（旧）西の里信号場） - 上野幌駅 - 大谷地駅